# 알티플라노친칠라쥐
알티플라노친칠라쥐(Chinchillula sahamae)는 비단털쥐과 목화쥐아과에 속하는 설치류의 일종이다. 알티플라노친칠라쥐속 (Chinchillula)의 유일종이다. 아르헨티나와 볼리비아, 칠레, 페루에서 발견된다.